# Hidden Palms
Hidden Palms je americký dramatický televizní seriál, jehož autorem je Kevin Williamson. Premiérově byl vysílán v roce 2007 na stanici The CW. Celkově bylo natočeno 8 dílů a kvůli nízké sledovanosti byl po první řadě zrušen.

## Příběh
Do kalifornského Palm Springs se přistěhuje patnáctiletý Johnny Miller se svou matkou a nevlastním otcem (jeho biologický otec spáchal před rokem sebevraždu). Seznamuje se se zdejšími vrstevníky, zejména krásnou Gretou Matthews, ale záhy zjišťuje, že město je idylické pouze na první pohled a že má různá kriminální tajemství.

## Obsazení
- Michael Cassidy jako Cliff Wiatt
- Taylor Handley jako Johnny Miller
- Amber Heard jako Greta Matthews
- Sharon Lawrence jako Tess Wiatt
- D. W. Moffett jako Bob Hardy
- Gail O'Grady jako Karen Hardy
- Ellary Porterfield jako Liza Witter

## Seznam dílů
| Č. v seriálu | Původní název       | Režie          | Scénář                         | Premiéra v USA   |
| ------------ | ------------------- | -------------- | ------------------------------ | ---------------- |
| 1            | Pilot               | Scott Winant   | Kevin Williamson               | 30. května 2007  |
| 2            | Ghosts              | Scott Winant   | Kevin Williamson               | 6. června 2007   |
| 3            | Party Hardy         | John Kretchmer | Steve Blackman                 | 13. června 2007  |
| 4            | What Liza Beneath   | Nick Marck     | Barbie Kligman                 | 20. června 2007  |
| 5            | Mulligan            | Perry Lang     | Daniel Arkin                   | 20. června 2007  |
| 6            | Dangerous Liaisons  | Patrick Norris | Paula Yoo                      | 27. června 2007  |
| 7            | Stand By Your Woman | Dan Lerner     | Bryan Holdman                  | 27. června 2007  |
| 8            | Second Chances      | Perry Lang     | Bryan Holdman a Dewayne Darian | 4. července 2007 |